# Rp過程
rp過程（快質子捕獲過程）包括一連串的質子被種核捕獲形成重元素。。這是結合s過程和r過程的核合成過程，也許要對當前宇宙許多世代的重元素形成負起責任。然而，他有與其他被提及的過程有所不同而值得特別注意，因為它發生在穩定而富含質子的一側，相對的另一邊則是穩定但富含中子。rp過程的終點（他能製造的最重元素）雖然還不能確定，但是目前的研究顯示在中子星內不可能比碲更重。雖然更輕的，而且穩定的碲同位素也可以經由α衰變形成，但rp過程受到α衰變的抑制，使得終點被限制在105Te，這是被觀測到能進行α衰變的最輕原子核。

## 條件
這種過程必須很高的溫度（大約1 x 109 k或是1億K），所以質子可以克服帶電粒子間巨大的庫侖障壁而作用。由於需要巨大的質子流，所以富含氫的環境是必要的先決條件。這個過程的種核被認為可以在熱的碳氮氧循環形成的期間中產生。在rp過程中獨特的質子捕獲必須和(α,p)競爭，因為富含氫流量的環境中通常也有豐富的氦流量。rp過程的時間尺度是由β+衰變或是質子滴線設定的，因為弱交互作用比強交互作用和電磁力慢是眾所周知的事實。

## 可能的場所
rp過程可能進行的場所被認為是有緻密伴星，即使是低質量的黑洞或中子星，的雙星系統。在這些系統中的另一顆恆星（通常是紅巨星）供應緻密恆星所需要的物質。由於這些物質來自共生恆星的表面，因此富含氫與氦，而因為緻密恆星的強重力場，物質會以高速度落向這顆伴星，而通常在路途上會與其他的物質碰撞而形成吸積盤。在這樣的情況下，中子星的吸積作用，會使物質在表面緩慢的累積，並有著極高的溫度，典型的溫度是1×108 K，同時成為電子簡併物質。最後，因為物質的電子簡併，他被相信在高熱的大氣層中會出現熱不穩定的狀態。溫度的增加不會導致壓力的增大，因此溫度將持續的上昇，直到引發逃離的熱核爆炸，這就是我們所謂的rp過程。在觀測上，中子星雙星的rp過程被認為就是X射線爆發。